# التجديف في الألعاب الأولمبية الصيفية 2024
أقيمت منافسات التجديف في دورة الألعاب الأولمبية الصيفية 2024 في باريس في الفترة من 27 يوليو إلى 3 أغسطس في الملعب البحري الأولمبي الوطني في إيل دو فرانس في فاير سور مارن.  تم تخفيض عدد المجدفين الذين يتنافسون عبر أربعة عشر فئة على أساس الجنس في هذه الألعاب من 526 إلى 502، مع توزيع متساو بين الرجال والسيدات. على الرغم من التغييرات الطفيفة في أرقام الرياضيين، إلا أن برنامج التجديف لأولمبياد باريس 2024 يظل ثابتًا كما النسخة السابقة حيث ستتضمن المنافسة عددًا متساويًا من الفئات للرجال والسيدات، بواقع سبع فعاليات لكل منهما. 